# دراگیچین
دراگیچین (بلاروسی: Драгічын; روسی: Дрогичин; اوکراینی: Дорогичин; لهستانی: Drohiczyn; به ییدیش: דראהיטשין; لیتوانیایی: Drohičinas) شهری در منطقه بریست کشور بلاروس است که مرکز ادارای ناحیه دراگیچین نیز محسوب می‌شود. جمعیت این شهر در سال ۲۰۲۳ میلادی ۱۴۸۵۶ نفر بوده‌است.
پیمان دراگیچین در سال ۱۵۱۸ میلادی میان شهر ریگا و مشترک‌المنافع لهستان–لیتوانی در این شهر امضا شد.